# Schnurrbart-Gleithörnchen
Das Schnurrbart-Gleithörnchen (Petinomys genibarbis) ist ein Gleithörnchen aus der Gattung der Zwerggleithörnchen (Petinomys). Es kommt im südlichen Bereich der Halbinsel Malaysia sowie auf den Inseln Sumatra, Java und dem nördlichen Borneo vor.

## Merkmale
Das Schnurrbart-Gleithörnchen erreicht eine Kopf-Rumpf-Länge von etwa 15,7 bis 18 Zentimetern sowie eine Schwanzlänge von etwa 17 bis 19 Zentimetern. Das Gewicht liegt bei etwa 70 bis 100 Gramm. Die Rückenfärbung ist kastanienbraun im Bereich der Schultern – bei einigen Tieren auch mehr grau – und geht über den Rumpf in ein rötliches Braun und zum Schwanz in ein Graubraun über. Die Oberseite der Gleithäute ist dunkler braun. Die Bauseite variiert von weiß und cremeweiß im Bereich der Kehle bis hin zu einem lachsfarbenen Ton zum Abdomen und den Hinterbeinen.
Wie alle Zwerggleithörnchen hat es eine behaarte Gleithaut, die Hand- und Fußgelenke miteinander verbindet und durch eine Hautfalte zwischen den Hinterbeinen und dem Schwanzansatz vergrößert wird. Die Gleithaut ist muskulös und am Rand verstärkt, sie kann entsprechend angespannt und erschlafft werden, um die Richtung des Gleitflugs zu kontrollieren.

## Verbreitung

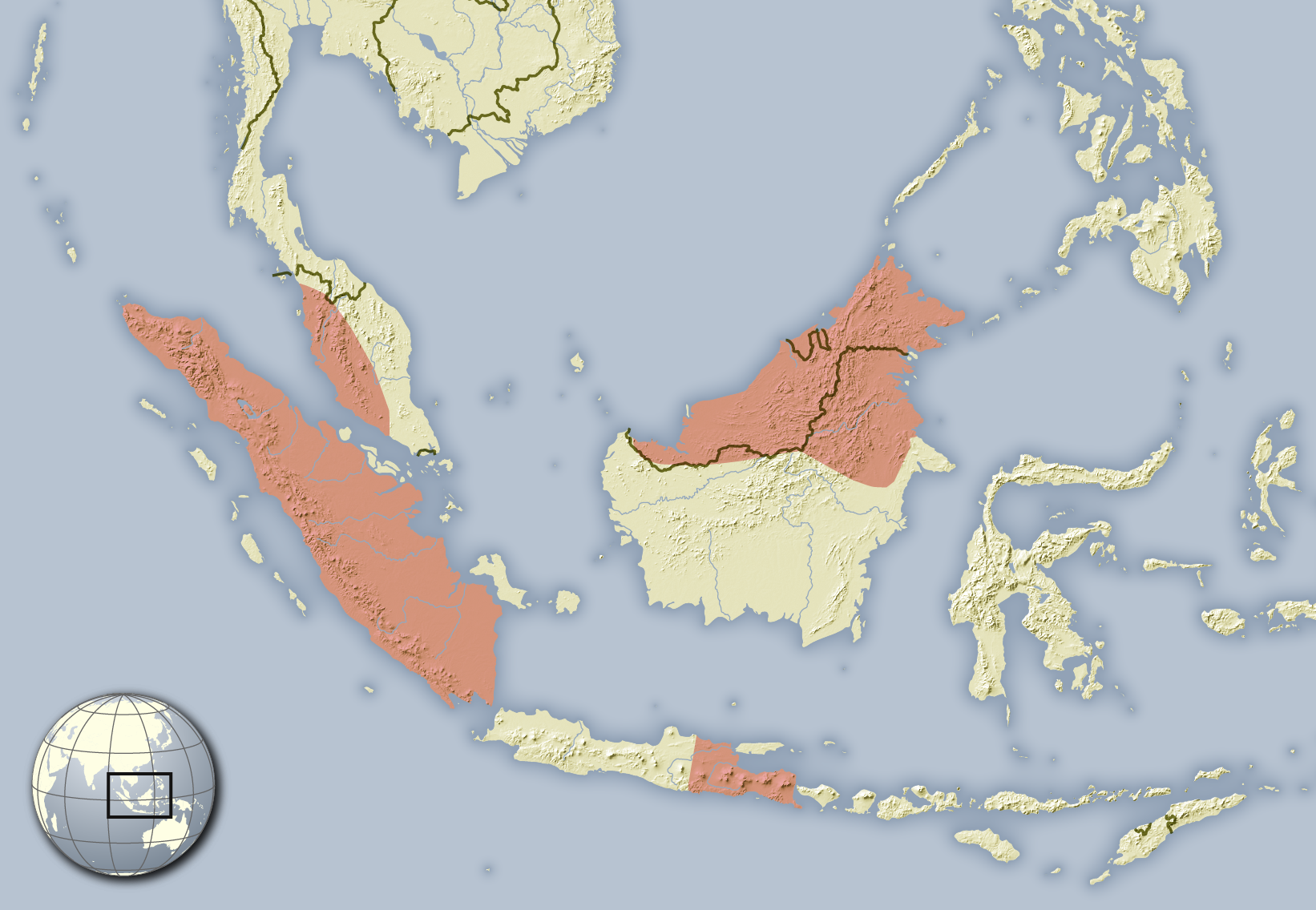
Verbreitungsgebiete des Schnurrbart-Gleithörnchens

Das Schnurrbart-Gleithörnchen lebt im südlichen Bereich der Halbinsel Malaysia sowie auf den Inseln Sumatra, Java und dem nördlichen Borneo in den malaysischen Bundesstaaten Sarawak und Sabah. Damit kommt es auf Teilen des Staatsgebietes von Malaysia, Indonesien sowie des Sultanats Brunei vor.

## Lebensweise
Das Schnurrbart-Gleithörnchen lebt im tropischen Primär- und in älteren Sekundärwäldern sowie in den angrenzenden Plantagen. Über die Lebensweise des Gleithörnchens liegen fast keine Daten und Beobachtungen vor. Es entspricht in seiner Lebensweise wahrscheinlich anderen Gleithörnchen und ist baumlebend, weitestgehend nachtaktiv und ernährt es sich von Pflanzen.

## Systematik
Das Schnurrbart-Gleithörnchen wird als eigenständige Art innerhalb der Gattung der Zwerggleithörnchen (Petinomys) eingeordnet, die insgesamt neun Arten enthält. Die wissenschaftliche Erstbeschreibung stammt von Thomas Horsfield aus dem Jahr 1822 anhand eines Individuums aus dem Osten der Insel Java, Indonesien. Innerhalb der Art werden keine Unterarten unterschieden, die ursprünglich eigenständige Art P. sagitta wurde jedoch in diese Art integriert.

## Bestand, Gefährdung und Schutz
Das Schnurrbart-Gleithörnchen wird von der International Union for Conservation of Nature and Natural Resources (IUCN) als gefährdet („vulnerable“) gelistet. Begründet wird dieser Status mit dem deutlichen Rückgang der Bestände in der Vergangenheit und absehbaren Zukunft, die größer als 30 % des Bestandes sind. Dieser wird auf den Lebensraumverlust durch die Umwandlung von Wäldern in landwirtschaftliche Flächen sowie der Holzeinschlag zurückgeführt.

## Belege
1. 1 2 3 4 5 6  Richard W. Thorington Jr., John L. Koprowski, Michael A. Steele: Squirrels of the World. Johns Hopkins University Press, Baltimore MD 2012; S. 124–125. ISBN 978-1-4214-0469-1
2. 1 2 3 4  Petinomys genibarbis in der Roten Liste gefährdeter Arten der IUCN 2014.1. Eingestellt von: C. Francis, M. Gumal, 2008. Abgerufen am 21. Juni 2014.
3. 1 2 3  Don E. Wilson & DeeAnn M. Reeder (Hrsg.): Petinomys genibarbis in Mammal Species of the World. A Taxonomic and Geographic Reference (3rd ed).
4. ↑  Don E. Wilson & DeeAnn M. Reeder (Hrsg.): Petinomys sagitta in Mammal Species of the World. A Taxonomic and Geographic Reference (3rd ed).